# Dedimar
Dedimar Souza Lima (ur. 27 stycznia 1976) – brazylijski piłkarz występujący na pozycji obrońcy.

## Kariera piłkarska
Od 1992 do 2008 roku występował w Vitória, EC Juventude, SE Palmeiras, Atlético Mineiro, Júbilo Iwata, Coritiba, Etti Jundiai, Santo André, Tokyo Verdy, Marília, São Caetano i Juventus.